# 桑图瓦地区弗赖讷
桑图瓦地区弗赖讷（法語：Fraisnes-en-Saintois，發音：[fʁɛn ɑ̃ sɛ̃twa] ⓘ）是法国默尔特-摩泽尔省的一个市镇，属于南锡区。

## 地理
桑图瓦地区弗赖讷（48°22'32"N, 6°3'25"E）面积6.39 平方千米，位于法国大東部大區默尔特-摩泽尔省，该省份为法国东北部内陆省份，是洛林的一部分，北邻比利时、卢森堡，北起顺时针与摩泽尔省、下莱茵省、孚日省和默兹省接壤。
与桑图瓦地区弗赖讷接壤的市镇（或旧市镇、城区）包括：库尔塞勒、福尔塞勒苏居涅、居涅、皮尔内、布莱默雷、布兰库尔、大弗勒内勒、小弗勒内勒。
桑图瓦地区弗赖讷的时区为UTC+01:00、UTC+02:00（夏令时）。

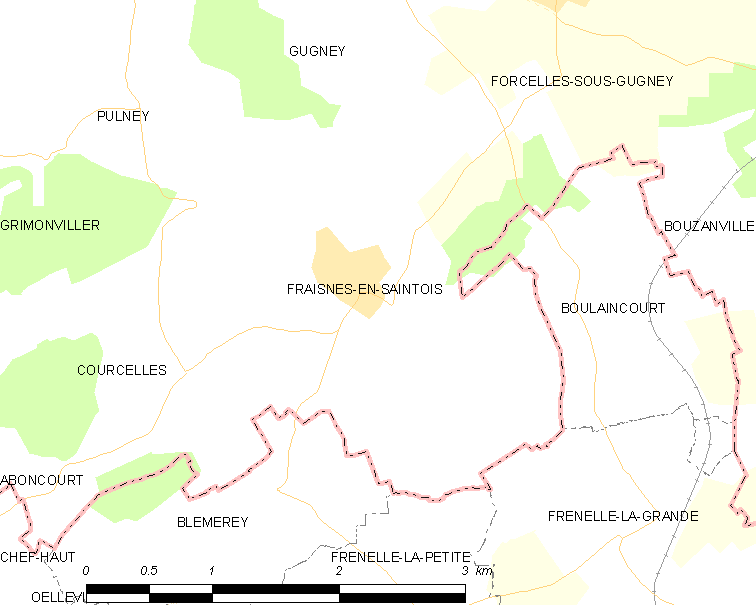
桑图瓦地区弗赖讷的OSM定位图

## 行政
桑图瓦地区弗赖讷的邮政编码为54930，INSEE市镇编码为54207。

## 政治
桑图瓦地区弗赖讷所属的省级选区为梅讷欧桑图瓦县。

## 人口

1962-2008年间桑图瓦地区弗赖讷人口变化图示

桑图瓦地区弗赖讷于2022年1月1日时的人口数量为84人。